# Квантовая биология
Ква́нтовая биоло́гия — направление биологии (официально не рассматриваемое как отдельное академическое направление) ставящее своей целью рассмотрение живых систем с позиции квантовой теории.
Применяет термины квантовой механики к описанию таких биологических процессов и динамических молекулярных структур как поглощение электромагнитного излучения определённой частоты (например, фотосинтез и зрение); преобразование химической энергии в движение; магниторецепция у животных и броуновские моторы во многих клеточных процессах.
Появление такой науки в будущем предрекал А. Л. Чижевский:
«… из квантовой физики и квантовой химии должна будет родиться квантовая биофизика и квантовая биохимия, а из них — квантовая физиология, квантовая биология и, наконец, квантовая медицина…»